# Eyoum N’gangue
Eyoum N’gangue, född 1967, är en journalist och författare, ursprungligen från Kamerun, men han lämnade landet 1997 efter att ha fängslats på grund av sina skriverier. Därefter levde han en tid i Paris där han ledde organisationen JAFE (Journalistes Africains en exil). Han arbetar för ett flertal tidningar och radiostationer.
Numera är N’gangue bosatt i Burkina Fasos huvudstad Ouagadougou, där han är redaktör för ungdomstidskriften Planète Jeunes. Han är mest känd för seriealbumet En evighet i Tanger, gjort i samarbete med tecknaren Faustin Titi, som har getts ut på svenska på Bokförlaget Trasten. De båda har även tidigare samarbetat och har prisbelönats för sitt gemensamma verk Snuten i Gnasville. Båda böckerna har utkommit på Trasten och är översatta av Anna Gustafsson Chen.